# مجمع اللغة العربية الليبي
مجمع اللغة العربية الليبي أو مجمع اللغة العربية هو مجمع للغة العربية في ليبيا. مجمع اللغة العربية الليبي يضم 20 عضوا، هم 5 باحثين عرب من المغرب والجزائر ومصر وسوريا وتونس، و15 من ليبيا، ينتمون جميعهم لتخصصات وعلوم متنوعة، كتاريخ اللغات والأدب والاقتصاد والطب. يحرر مجمع اللغة العربية مجلة «حولية المجمع». ومنذ عام 1994م وحتى 2009 على الأقل كان علي فهمي مصطفى خشيم رئيس مجمع اللغة العربية الليبي.

## وصلات خارجية
الموقع الرئيسي للمجمع